# Aufgleiten
Unter Aufgleiten versteht man in der Meteorologie das Übereinanderschieben zweier Luftmassen unterschiedlicher Temperatur und Dichte. Ein Aufgleiten findet statt, wenn sich Warmluft über kalte Luft schiebt. 
Trifft Vorderseiten-Warmluft eines Tiefs auf kalte Luft, gleitet die Warmluft entlang einer Ebene mit einer Steigung von ca. 1:100 auf die Kaltluft auf. Wegen dieser geringen Steigung kann man bereits mehr als 100 Kilometer vor dem Eintreffen einer Warmfront anhand der einsetzenden Schichtbewölkung das Herannahen der Front erkennen. Das Aufgleiten ist hier mit lang anhaltendem Landregen verbunden.